# اتلنتیک (کارولینای شمالی)
اتلنتیک (به انگلیسی: Atlantic) شهری در ایالت کارولینای شمالی کشور ایالات متحده آمریکا است که جمعیت آن در سرشماری سال ۲۰۱۰ میلادی، ۵۴۳ نفر بوده‌است.